# Images and Words
Albums de Dream Theater
When Dream and Day Unite
(1989) Live at the Marquee
(1993)
Images and Words est le deuxième album studio du groupe de metal progressif Dream Theater. Encore aujourd'hui, c'est son seul album ayant été certifié or aux États-Unis avec plus de 620 000 copies vendues. C'est également le premier album où apparaît James LaBrie.

## Histoire
Après de longues recherches et beaucoup de déceptions, le groupe trouve le remplaçant du chanteur Charlie Dominici en un jeune canadien nommé Kevin James LaBrie. Cette fois-ci, Dream Theater ne renouvelle pas son partenariat avec Mechanic Records et réussit à décrocher un contrat avec le célèbre ATCO Records. Le label leur fournit le jeune producteur David Prater en décembre 1991 et avec leur nouveau chanteur, ils retournent en studio. Immédiatement, tout le monde est envoûté par le talent du jeune LaBrie. Après un mois d'enregistrement, le groupe met la touche finale aux neuf chansons enregistrées. Le résultat final donne près de 80 minutes de musique ce qui est trop pour un seul disque. La compagnie ne voulant pas se risquer à un double album demande à Prater de réduire la durée à un maximum de 60 minutes. Après quelques modifications et la suppression totale d'une piste, A Change of Seasons (qui sera reprise plus tard en EP), l'album est prêt à passer au mixage final à la Hit Factory. 
Après plusieurs mois d'attentes, l'album sort en juillet de l'année suivante. Le groupe se fait tout de suite remarquer et en profite pour enregistrer trois clips qui ont un certain succès sur la chaîne MTV. La piste qui retient le plus l'attention est Pull Me Under qui atteint le 10e rang du Billboard, un succès sans précédent pour Dream Theater. L'album reste encore aujourd'hui à la fois l'album le plus populaire, le plus vendu et le plus aimé parmi les fans du groupe.
Après la sortie de l'album, Dream Theater entame sa première tournée mondiale qui lancera définitivement la carrière du groupe.
En avril 2013, Images And Words est considéré comme meilleur album de metal de tous les temps par Loudwire dans le cadre du March Metal Madness. L'album triomphe en finale face à l'album Master of Puppets de Metallica.

## Liste des chansons
| No | Titre                                          | Paroles       | Musique       | Durée |
| -- | ---------------------------------------------- | ------------- | ------------- | ----- |
| 1. | Pull Me Under                                  | Kevin Moore   | Dream Theater | 8:15  |
| 2. | Another Day                                    | John Petrucci | Dream Theater | 4:24  |
| 3. | Take the Time                                  | Dream Theater | Dream Theater | 8:21  |
| 4. | Surrounded                                     | Kevin Moore   | Dream Theater | 5:30  |
| 5. | Metropolis Part 1: The Miracle and the Sleeper | John Petrucci | Dream Theater | 9:32  |
| 6. | Under a Glass Moon                             | John Petrucci | Dream Theater | 7:04  |
| 7. | Wait for Sleep                                 | Kevin Moore   | Kevin Moore   | 2:32  |
| 8. | Learning to Live                               | John Myung    | Dream Theater | 11:31 |

## Personnel
- James LaBrie - chant
- Kevin Moore - claviers
- John Myung - basse
- John Petrucci - guitare
- Mike Portnoy - batterie
- Jay Beckenstein - saxophone